# Линь, Эйми
Э́йми Линь (англ. Amy Lin, кит. трад. 林仁語, пиньинь Lín Rényǔ, палл. Линь Жэнью́й; род. 3 ноября 1999) — тайваньская фигуристка, выступающая в одиночном катании. Участница чемпионатов мира и четырёх континентов.

## Карьера
Эйми Линь родилась во Фримонте, штат Калифорния, в семье выходцев из Тайваня. Впервые встала на коньки в 2004 году. В свободное время предпочитает чтение, рисование, а также коллекционирует броши.
В начале карьеры выступала за США. На национальном чемпионате 2013 года, в соперничестве с Тайлер Пирс и Брэди Теннелл, завоевала серебряную медаль в категории новичков. К следующему сезону перешла на юниорский уровень и приняла участие в международном турнире в Нидерландах.
Чемпионат США среди юниоров в 2015 году завершила пятой, допустив два падения в произвольной программе. По её словам, это результат был большим разочарованием. Тогда тренер предложил сменить спортивное гражданство, и начиная с сезона 2015/2016 Линь стала представлять сборную Китайского Тайбэя. В дебютном сезоне под флагом новой страны совмещала выступления на турнирах взрослого и юниорского уровня. Сумела набрать необходимые баллы по сумме технических элементов для попадания на чемпионат мира, на котором вошла в число двадцати четырёх фигуристок, квалифицировавшихся в финальный сегмент.
В сентябре 2016 года на этапе юниорского Гран-при в Японии она из-за травмы левой лодыжки снялась с соревнований после исполнения короткой программы. После этого не выходила на лёд на протяжении месяца. Позже повредила правую лодыжку и не тренировалась ещё три недели. В этот период она обдумывала своё будущее, и решила сменить тренерскую команду. По мнению Линь, она исчерпала все возможности для прогресса с прежним наставником Тэмми Гэмбилл, поэтому, для улучшения качества и стабилизации прыжков, перешла в группу Рафаэля Арутюняна.
В 2017 году посетила турнир Nebelhorn Trophy, на котором спортсмены боролись за последние путёвки на Олимпийские игры. Линь остановилась в десяти баллах от квалификационной зоны. В короткой и произвольной программе показала десятый результат, оба раза финишировав вслед за сингапурской фигуристкой Юй Шужань.
На главных стартах, таких как чемпионаты мира и чемпионаты четырёх континентов, по сумме баллов располагалась в нижней части турнирной таблицы. Также посещала состязания серии «Челленджер», преимущественно оказываясь в середине судейского протокола.
В сезоне 2018/2019 покинула группу Рафаэля Арутюняна и стала кататься под руководством Рю Намхуна.

## Программы
| Сезон     | Короткая программа                                                              | Произвольная программа |
| --------- | ------------------------------------------------------------------------------- | --- |
| 2019–2020 | - «Give Me Love» Эд Ширан                                                       | - Композиции из мюзикла «Бульвар Сансет» Эндрю Ллойд Уэббер                                                                                     |
| 2018–2019 | - «Now We Are Free» (из фильма «Гладиатор») Ханс Циммер - «Run Boy Run» Woodkid | - «Overture - The Heat Is On in Saigon» - «I'd Give My Life For You» (из мюзикла «Мисс Сайгон») Ален Бублиль, Клод-Мишель Шёнберг               |
| 2017–2018 | - «Snake Women» (из шоу «IRIS») Дэнни Эльфман                                   | - «Juliet's Aria (Sono Andati)» (из фильма «Небесные создания») в исполнении Кейт Уинслет - «Вальс Мюзетты» (из оперы «Богема») Джакомо Пуччини |
| 2016–2017 | - «Skyliner» Чарли Барнет, Роберт Аллен                                         | - «August's Rhapsody» (из фильма «Август Раш») Марк Манчина                                                                                     |
| 2015–2016 | - «Latika's Theme» - «Jai Ho» (из фильма «Миллионер из трущоб») А. Р. Рахман    | - «Yo soy Maria» Астор Пьяццолла |
| 2013–2014 | - «Vortex» Роберт Лонгфилд                                                      | - «Кармен-сюита» Родион Щедрин, Жорж Бизе |
| 2012–2013 | - Музыка из мультфильма «Кунг-фу панда 2» Ханс Циммер                           | - Музыка из мультфильма «Унесённые призраками» Дзё Хисаиси                                                                                      |

## Результаты
(Выступления за Китайский Тайбэй)
| Соревнования                        | 15/16         | 16/17         | 17/18         | 18/19         | 19/20         |
| Международные                       | Международные | Международные | Международные | Международные | Международные |
| ----------------------------------- | ------------- | ------------- | ------------- | ------------- | ------------- |
| Чемпионат мира                      | 21            | 28            | 28            |               |               |
| Чемпионат четырёх континентов       | 15            | 17            | 18            | 19            | 20            |
| Челленджер. Asian Open Trophy       |               |               |               | 7             |               |
| Челленджер. Золотой конёк Загреба   | 7             |               |               |               |               |
| Челленджер. Nebelhorn Trophy        |               |               | 10            | 11            |               |
| Челленджер. Tallinn Trophy          |               |               | 9             | 13            |               |
| Челленджер. U.S. Classic            | 8             |               |               |               |               |
| Челленджер. Warsaw Cup              |               |               | 18            |               |               |
| Азиатские игры                      |               | 9             |               |               |               |
| Asian Open Trophy                   | 4             | 3             | 6             |               |               |
| Мемориал Дениса Тена                |               |               |               |               | 7             |
| Halloween Cup                       |               |               |               | 7             |               |
| Tallinn Trophy                      |               |               |               |               | 11            |
| Torun Cup                           | 3             |               |               | 15            |               |
| Международные среди юниоров         |               |               |               |               |               |
| Чемпионат мира среди юниоров        | 14            | 21            | 31            |               |               |
| Этап юниорского Гран-при: Италия    |               |               | 20            |               |               |
| Этап юниорского Гран-при: Австралия |               |               | 15            |               |               |
| Этап юниорского Гран-при: США       | 10            |               |               |               |               |
| Sofia Trophy                        |               |               | 3             |               |               |
| FBMA Trophy                         |               |               | 5             |               |               |
| NRW Trophy                          | 5             |               |               |               |               |
| Национальные                        |               |               |               |               |               |
| Чемпионат Китайского Тайбэя         | 1             | 1             | 1             | 1             |               |

(Выступления за США)
| Соревнования                 | 12/13                       | 13/14                       | 14/15                       |
| Международные среди юниоров  | Международные среди юниоров | Международные среди юниоров | Международные среди юниоров |
| ---------------------------- | --------------------------- | --------------------------- | --------------------------- |
| International Challenge Cup  |                             | 7                           |                             |
| Национальные                 |                             |                             |                             |
| Чемпионат США среди юниоров  |                             | 6                           | 5                           |
| Чемпионат США среди новичков | 2                           |                             |                             |